# Choronchoj
Choronchoj (ros. Хоронхой) – osiedle w Rosji, w Buriacji, w rejonie kiachtyńskim. W 2010 liczyło 2041 mieszkańców.

## Urodzeni
- Siergiej Popow (lekkoatleta)